# Te Aroha
Te Aroha es una localidad rural en la región neozelandesa de Waikato con una población de 3.768 (censo de 2006).
Se ubica a 53 km al noreste de Hamilton y a 50 km al sur de Thames.

## Origen

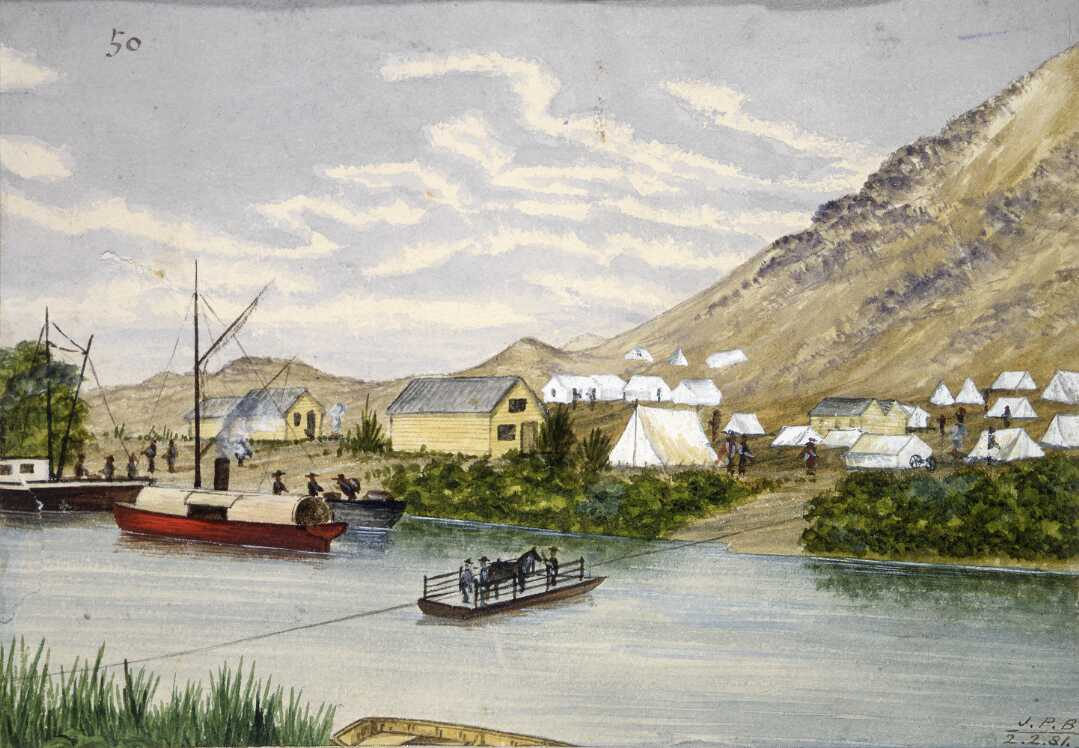
Te Aroha en 1881, acuarela de John Philemon Backhouse.

El nombre Te Aroha proviene del nombre en maorí de la Montaña Te Aroha.
Según otras versiones, Rāhiri, el antecesor mítico de  Ngāti Rāhiri Tumutumu, escaló la montaña y al ver su patria desde la distancia tuvo un sentimiento de amor (aroha) hacia ella. A menudo el nombre es traducido como 'lugar de amor'.

## Economía
Te Aroha es el centro de una comunidad de producción láctea y la mayor parte de su actividad económica se deriva de servicios a dicha actividad.
El turismo también está despegando en Te Aroha.

## Geografía
El río Waihou corre a través de Te Aroha. Hacia el este, está la base de la  cordillera Kaimai, y se puede ver la ciudad desde los 952-metros de la cima del Monte Te Aroha. Hacia el norte de la ciudad están las húmedas llanuras Hauraki.
Al final del siglo XIX, Te Aroha fue conocida por sus balnearios. Cerca del centro de la ciudad podemos encontrar fuentes de aguas termales y minerales, y la única fuente en el mundo de agua de soda caliente géiser (en Mokena).